# Андромеда XXI
Андроме́да XXI (And 21, And XXI) — умеренно яркая карликовая сфероидальная галактика на расстоянии 0,859 ± 0,051 мегапарсек (2,80 ± 0,17 млн световых лет) от Солнца в созвездии  Андромеды. Это четвёртая по величине карликовая сфероидальная галактика в Местной группе.
Этот большой спутник Галактики Андромеды (M31) имеет радиус по половинной изофоте около 1 кпк.
Галактика была открыта при изучении данных, набранных в течение первого года фотометрических исследований подгрупп Местной группы M31/M33 в проекте PAndAS. Исследования были проведены с широкоугольной камерой Megaprime/MegaCam, установленной на телескопе Канада-Франция-Гавайи.
Андромеда XXI обнаруживается как область пространства с повышенной плотностью звёзд.
Хотя её абсолютная звёздная величина достаточно велика (MV = −9,9 ± 0,6), галактика имеет низкую поверхностную яркость. Это указывает на то, что многочисленные спутники Галактики Андромеды, имеющие относительно высокую светимость, могут оставаться пока необнаруженными.